# 鼎島駅
鼎島駅（チョンドえき）は朝鮮民主主義人民共和国黄海南道海州市に位置する朝鮮民主主義人民共和国鉄道省の駅である。